# Vladimír Hradil
Vladimír Hradil (10. srpna 1947 - listopad 2005) byl český politik, na přelomu 20. a 21. století poslanec Poslanecké sněmovny za ČSSD.

## Biografie
V roce 1998 se profesně uváděl jako učitel. Ve volbách v roce 1998 byl zvolen do poslanecké sněmovny za ČSSD (volební obvod Severomoravský kraj). Byl členem sněmovního výboru pro vědu, vzdělání, kulturu, mládež a tělovýchovu. Ve sněmovně setrval do voleb v roce 2002.
V říjnu 1998 inicioval ve svém regionu policejní vyšetřování a prověrku školské inspekce vůči starostovi Mikulovic a řediteli tamní základní školy. Nařkl je ze zneužití pravomocí a machinací s majetkem. Starosta i ředitel obvinění odmítali a označili Hradilův postup za osobní mstu, protože byl nedlouho předtím propuštěn z tamní školy pro hrubé porušení pracovních povinností. V prosinci 2000 ho musela odvést policejní hlídka z prostor nemocnice v Jeseníku, když tam v opilosti tropil výtržnosti. Mladá fronta DNES ho označila za jednoho z nejméně aktivních poslanců. Za celé funkční období se podílel na předložení jen pěti návrhů, nezúčastnil se interpelací a jen na pěti schůzích se zapojil do rozpravy. Televize vysílala i záběry, jak ve sněmovně spí. Když se v roce 2002 nedostal do sněmovny, byl po jistou dobu nezaměstnaný.
V komunálních volbách roku 1998 byl zvolen do zastupitelstva obce Mikulovice za ČSSD. Neúspěšně sem kandidoval v komunálních volbách roku 2002. Profesně se k roku 2002 uváděl jako učitel.